# Trioxiphus reductispinus
Trioxiphus reductispinus är en insektsart som beskrevs av Boulard 1977. Trioxiphus reductispinus ingår i släktet Trioxiphus och familjen hornstritar. Inga underarter finns listade i Catalogue of Life.